# I Finally Understand
«I Finally Understand» es una canción de la cantante británica Charli XCX para su próximo cuarto álbum How I'm Feeling Now. Se lanzó el 7 de mayo de 2020 por Atlantic Records como el tercer sencillo del álbum.

## Antecedentes
La canción se anunció por primera vez en el Twitter de Charli XCX el 2 de mayo de 2020. Al igual que el sencillo anterior «Forever» y «Claws», el tema tiene tres portadas oficiales. El tema se lanzó el 7 de mayo de 2020, sin un vídeo musical, la cantante comentó que estaba trabajando en ello hasta que llegó el confinamiento por coronavirus.

## Composición
«I Finally Understand» es una canción de electropop. La canción ha sido descrita como «impulsada por el ritmo» y con «un formato pop más directo que 'forever' o 'claws' pero con una paleta sonora menos diversa». Líricamente, también profundiza en sus luchas con la depresión con la frase «Mi terapeuta dijo que me odio mucho».

## Créditos y personal
Créditos adaptados de Tidal.
- Charli XCX - voz, composición
- Quiromancia - producción, composición, coros, bajo, batería
- AG Cook : producción adicional, programación de batería, sintetizador, bajo, batería
- Mechatok - producción adicional
- Stuart Hawkes - masterización
- Geoff Swan - mezcla

## Historial de lanzamiento
| País   | Fecha             | Formato                     | Discográfica     | Ref   |
| ------ | ----------------- | --------------------------- | ---------------- | ----- |
| Varios | 7 de mayo de 2020 | Descarga digital, Streaming | Atlantic Records | [ 1 ] |